# Лачински коридор
Лачински коридор (јерм. Լաչինի միջանցք, азер. Laçın dəhlizi) јесте планински пролаз на путу Јереван—Горис—Степанакерт и представља најкраћу везу између Јерменије и Нагорно-Карабаха. Током Првог рата за Нагорно-Карабах (1988—1994), дошао је под контролу Републике Арцах. Његова дужина је 6 км.
Према административно-територијалној подели непризнате Републике Арцах, налази се у Кашатаском рејону, а према административно-територијалној подели Републике Азербејџан, која га је контролисала до маја 1992. године, налази се у Лачинском рејону.
За Јермене, коридор има двоструки значај: с једне стране, отворио је пут за снабдевање региона (и војске), а са политичке тачке гледишта, он представља „пупчану врпцу” која уједињује Арцах са матицом Јерменијом.
После Другог рата у Нагорно-Карабаху из 2020, који се завршио примирјем уз посредовање Русије, Лачински коридор постаће једина веза између Јерменије и Нагорно-Карабаха. Да би осигурали безбедан превоз људи и робе, према споразуму о примирју, руски мировњаци су распоређени на коридор на почетни петогодишњи мандат.

## Историја
Од 15. до 17. века, овде је постојало јерменско Кашатагско меликство (кнежевство). Почетком 17. века, персијски шах Абас I Велики населио је курдска племена на територији између Арцаха и Сјуника у циљу слабљења јерменских мелика.
Почетком децембра 1918. године, након што је на захтев Британаца Андраник Озанијан зауставио офанзиву на Карабах, предузету у циљу подршке локалним јерменским партизанима, локални муслимански одреди уништили су Арар, Спитакашен и Петросашен, три преостала јерменска села између Нагорно-Карабаха и Зангезура, поделивши тако две планинске области. 1923. године у Лачинском коридору формиран је Црвени Курдистан који је постојао до 1929. године, а од дела Нагорно-Карабаха насељеног Јерменима  формирана је Нагорнокарабашка Аутономна Област. Одлука о формирању ове две административне јединице донета је истог дана - 7. јула 1923. године.
Будући да је Нагорнокарабашка Аутономна Област са свих страна била окружена територијом Азербејџанске ССР, Нагорнокарабашку Републику, која је проглашена 1991. године у границама НКАО, је територија Азербејџана у почетку одвајала од Јерменије.
17. маја 1992. године, уз минималне губитке за обе зараћене стране, јерменске снаге су заузеле град Лачин. Пут који је био затворен више од две године, затим је поново отворен, успостављајући везу између Нагорно-Карабаха и Јерменије, што је отворило могућности за војну и хуманитарну помоћ. У октобру 1992. Азербејџан је започео неуспешну војну операцију за повратак контроле над Лачинским коридором.
Лачински коридор је био један од помоћних праваца, поред главног правца преко Вардениса, којим су јерменске оружане снаге кренуле у битку за заузимање Келбаџара.

## Питање присуства границе између НКАО и Јерменске ССР
Постоје супротна гледишта око питања да ли су територије НКАО и Јерменске ССР икада дошле у контакт у модерној историји.
Неки аутори се држе становишта да су током двадесетих година територије НКАО и Јерменске ССР биле у контакту. Правни научник Тим Потије верује да су територије Јерменије и НКАО биле у контакту у једној тачки од јула 1923. године до стварања Црвеног Курдистана. Амерички историчар Одри Алштад и шведски политиколог Сванте Корнел, специјалиста за Кавказ, позивају се на 1. том Велике совјетске енциклопедије (ВСЕ) за 1926. годину (1. издање), укључујући и тамо постављену мапу. По њиховом мишљењу, на овој мапи НКАО и Јерменска ССР имају заједничку границу, али објављивањем ове енциклопедије 1930. године границе су промењене. Мишљење Алштада заснива се на руском историчару Виктору Шнирелману, који је писао о постојању заједничке границе између Аутономне области Нагорно-Карабах и Јерменске ССР до 1930-их.
Истовремено, већина аутора (на пример, Роналд Григор Суни, Роберт Хевсен, Тхомас де Вал, итд.) мишљења је да Аутономна област Нагорно-Карабах, формирана 1923. године, није имала заједничку границу са Јерменијом. Према новинару и стручњаку за Кавказ Томасу де Валу, на мапи су се границе створене аутономне области приближиле границама Јерменије, али их нису додирнуле - између њих је лежала азербејџанска област Лачин. Атлас СССР-а, објављен 1928. године, каже: „Границе области са свих страна представљају различита подручја која су део Азербејџанске ССР“.
Поред становишта одсуства границе између аутономне и суседне савезне републике, истраживачи не занемарују ни положај друге административно-територијалне јединице - Црвеног Курдистана. Ова област, која је постојала од 1923. до 1929. године, обухватала је садашње рејоне Келбаџар, Лачин и Кубатли. Према наредби Централног извршног комитета Азербејџана од 6. августа 1923. године о формирању три нове области, Курдистан је имао непрекидну границу са НКАО са истока. Роберт Хевсен истиче да је регион Курдистан испунио територијални простор између Нагорно-Карабаха и Јерменије, а Дејвид Макдоналд, да је курдска територија била стиснута између Јерменије и аутономне области Нагорно-Карабах. Према филозофу и политикологу Артуру Цуцијеву, НКАО је имао положај енклаве, створена је курдистанска област између НКАО и Јерменије и вероватно је иницијални пројекат подразумевао спајање граница два дела курдског Зангезура између Јерменије и НКАО. Амерички истраживач и стручњак за Кавказ Харун Јилмаз примећује да се курдско подручје, где је формиран Црвени Курдистан, налазило на западном крају азербејџанске регије Нагорно-Карабах, а граница између Азербејџана и Јерменске ССР пролазила је источним делом Зангезурских планина и западно од НКАО. Према америчком дипломати Филипу Ремлеру, у складу са совјетском идеологијом, права Курда на етничке границе била би прекршена уколико би територије њиховог пребивалишта, Лачин и Келбаџар, биле укључене у НКАО или Јерменску ССР. Ипак, курдистанска област дефинитивно укинута 1930. године и совјетске власти су депортовале већи део курдског становништва у Казахстан.
|                                                        |                                                    |                                              |                                                          |
| НКАО на карти Азербејџанске ССР из ВСЕ. Т. 1, 1926. г. | НКАО на карти Јерменске ССР из ВСЕ. Т. 3, 1926. г. | НКАО на карти ЗСФСР из Атласа СССР, 1928. г. | НКАО на карти Азербејџанске ССР из Атласа СССР, 1928. г. |

## Преговори о статусу коридора
Присуство копнене везе између Јерменије и Нагорно-Карабаха један је од главних услова које је Јерменија поставила у преговорима. Јерменска страна на Лачински коридор гледа као на стратешко подручје, које не би требало да буде подложно никаквој контроли Азербејџана. Азербејџан са своје стране инсистира на ослобађању Лачина паралелно са осталим окупираним територијама. Почев од 1997. године, стране су се сложиле да питање Лачина разматрају одвојено. Да би се решио проблем Лачинског коридора, изнети су предлози за истовремено стварање посебног режима под међународном заштитом на овој територији и у рејону Мегри, као и предлози за размену територија.
Питање потенцијалних граница Лачинског коридора остаје контроверзно. Према стручњацима из Министарства одбране Јерменије, Лачински коридор требало би да има ширину од 60 км, што би укључивало део Кубатлија, како би се спречило артиљеријско гранатирање пута. Међутим, овај стереотип је већ дуго застарео. Азербејџанско модерно оружје поништава ове прорачуне.

### План Гобла
План је добио име по Паулу Гоблу, бившем запосленом америчког Стејт департмента, који је 1992. године изнео идеју да се проблем Карабаха реши разменом територија. Према овом плану, Азербејџану је понуђен коридор кроз мегријску област Јерменије, повезујући га са Нахчеваном, у замену за Лачински коридор између Нагорно-Карабаха и Јерменије. О овом плану се разговарало на састанку Хајдара Алијева и Роберта Кочарјана у Вашингтону априла 1999. године. План су одбили представници азербејџанске елите. Због неслагања по овом питању, Вафа Гулузаде, министар спољних послова Тофик Зулфугаров и шеф председничке администрације Елдар Намазов поднели су оставке. За Јерменију би губитак Мегрија значио губитак границе са Ираном, што је изазвало много контроверзи у земљи.

### Остала решења
Почетком јула 1992. године Русија је у оквиру посредовања предложила план за решавање сукоба, у оквиру којег би пут Агдам—Степанакерт—Шуши—Лачин—Горис добио посебан правни статус, односно предложено је стварање „пута мира и поверења“. У складу са овим планом, азербејџанско руководство је 9. јула 1992. издало наредбу да заустави успешну офанзиву трупа. Међутим, Јерменија није била задовољна овим планом.
У новембру-децембру 1997. године, копредседавајући Минске групе ОЕБС-а изнели су низ предлога за решавање конфликта око Нагорно-Карабаха, међу којима је, ради повезивања Нагорно-Карабаха и спољног света, Азербејџану предложено да закуп зоне Лачинског коридора преда ОЕБС-у, а контролу над њим требало је да успостави ОЕБС, „у сарадњи и интеракцији“ са властима НК. Азербејџан је одбацио ове предлоге на основу националних интереса и међународног права. Средином јуна 2002, азербејџански председник Хајдар Алијев објавио је да су такозвани „париски принципи“, чију суштину учесници нису обелоданили, предлог за размену Мегрија за Лачин. Председник Јерменије Роберт Кочарјан оповргао је ове изјаве, али је одбио да открије детаље ових принципа.

### Споразум о прекиду ватре у Нагорно-Карабаху од 10. новембра 2020.
Главни чланак: Споразум о прекиду ватре у Нагорно-Карабаху 2020.
Председник Азербејџана Илхам Алијев, премијер Републике Јерменије Никол Пашињан и председник Руске Федерације Владимир Путин потписали су 9. новембра 2020. године трилатералну изјаву о прекиду ватре у зони сукоба око Нагорно-Карабаха. Изјава говори о потпуном прекиду ватре и свим војним акцијама.
Једна од тачака споразума каже да ће Јерменија вратити Лачински рејон Републици Азербејџан до 1. децембра 2020. године. Лачински коридор (ширине 5 км), који ће обезбедити везу Нагорно-Карабаха са Јерменијом и истовремено неће утицати на град Шуши, остаје под контролом мировног контингента Руске Федерације.
У наредне три године након потписивања изјаве, Азербејџан и Јерменија утврдиће план за изградњу нове трасе дуж Лачинског коридора, обезбеђујући комуникацију између Нагорно-Карабаха и Јерменије, са накнадном прерасподелом руског мировног контингента ради заштите ове руте.
Република Азербејџан гарантује безбедност саобраћаја дуж лачинског коридора грађана, возила и робе у оба смера.